# سوره هانسن (ورزشکار)
سورهٔ هانسن (انگلیسی: Sverre Hansen; ۱۲ نوامبر ۱۸۹۹ – ۲۵ فوریهٔ ۱۹۹۱) ورزشکار دو و میدانی اهل نروژ بود.